# Colquitt (Georgie)
Colquitt je město v Miller County, v Georgii, ve Spojených státech amerických. V roce 2011 žilo ve městě 1997 obyvatel.

## Demografie
Podle sčítání lidí v roce 2000 žilo ve městě 1939 obyvatel, 772 domácností a 501 rodin. V roce 2011 žilo ve městě 889 mužů (44,5%), a 1108 žen (55,5%). Průměrný věk obyvatele je 40 let.